# Protected Media Path
Protected Media Path – wykorzystywana w implementacjach DRM wykonanych przez Microsoft metoda określania, czy wszystkie elementy programowe i sprzętowe zaangażowane w odtwarzanie mediów są godne zaufania. Brak takiego zaufania prowadzić mógłby do podłączenia lub uruchomienia komponentu, który przechwyci media w formacie niechronionym mechanizmami DRM. Protected Media Path dzielony jest na Protected Video Path (PVP) oraz Protected User-Mode Audio (PUMA).
Weryfikacja „zaufania” komponentów programowych wykonywana jest przy pomocy podpisów cyfrowych. Aby ułatwić tworzenie rozwiązań w pełni wspierających Protected Media Path, system Windows Vista w prosty sposób udostępnia listę komponentów, które w danym momencie nie są uznane za zaufane. Weryfikacji podlegają zarówno komponenty firm trzecich (w tym sterowniki), jak i jądro systemu.

## Inne znaczenia
Niezależnie od samej metody weryfikowania komponentów, pod nazwą Protected Media Path rozumie się również pole w certyfikacie Windows Media DRM określające, czy dane medium (film w formacie WMV lub dźwięk w formacie WMA) może być odtwarzany na komputerze, który nie przeszedł weryfikacji.
W powszechnym użyciu spotyka się również nieścisłą interpretację terminu Protected Media Path jako metody ograniczania jakości mediów podczas ich odtwarzania przez system Windows Vista. W rzeczywistości, system faktycznie obniża jakość odtwarzania mediów tylko, jeżeli zajdą równocześnie dwa warunki:
- dostawca mediów będzie wymagał, aby jego media odtwarzane były tylko na w pełni „zaufanych” systemach
- system wykryje, że któryś z komponentów nie jest zaufany (nie został podpisany cyfrowo(inne języki) zgodnie z wymogami Microsoft)

## Praktyczne użycie
Ponieważ producenci mediów nie wiedzą, na jakich komputerach będą odtwarzane ich utwory, aby nie ryzykować negatywnych komentarzy, na które zawsze narażone są rozwiązania DRM, w praktyce nigdy nie stosują wymogu „zaufanego” środowiska.

## Kontrowersje
Jak każde rozwiązanie mające związek z DRM, również mechanizmy Protected Media Path budzą bardzo poważne kontrowersje. Z powszechnym oporem spotyka się sama teoretyczna możliwość zmiany jakości mediów bez zgody użytkownika komputera.

### Skuteczność
Podobnie jak w innych rozwiązaniach DRM, skuteczność teoretycznie jest mocno ograniczona, jednak w praktyce nie istnieją gotowe rozwiązania pozwalające obejść zabezpieczenia Protected Media Path. Najbardziej zaawansowane rozwiązanie „proof of concept” przedstawił Alex Ionescu, współautor wydanej przez Microsoft książki o architekturze systemów Windows.